# Harmanda beroni
Harmanda beroni is een hooiwagen uit de familie Sclerosomatidae.